# Takamatsu-Kotohira Electric Railroad
Takamatsu-Kotohira Electric Railroad (яп. 高松琴平電気鉄道株式会社), «электрическая железная дорога Такамацу-Котохира», разговорное название — Котодэн — частная железнодорожная компания в Японии.
Компания является оператором трёх железнодорожных линий в Кагава на острове Сикоку. Центр сети и место расположение правления компании — город Такамацу. Компания также является оператором автобусов.

## Линии

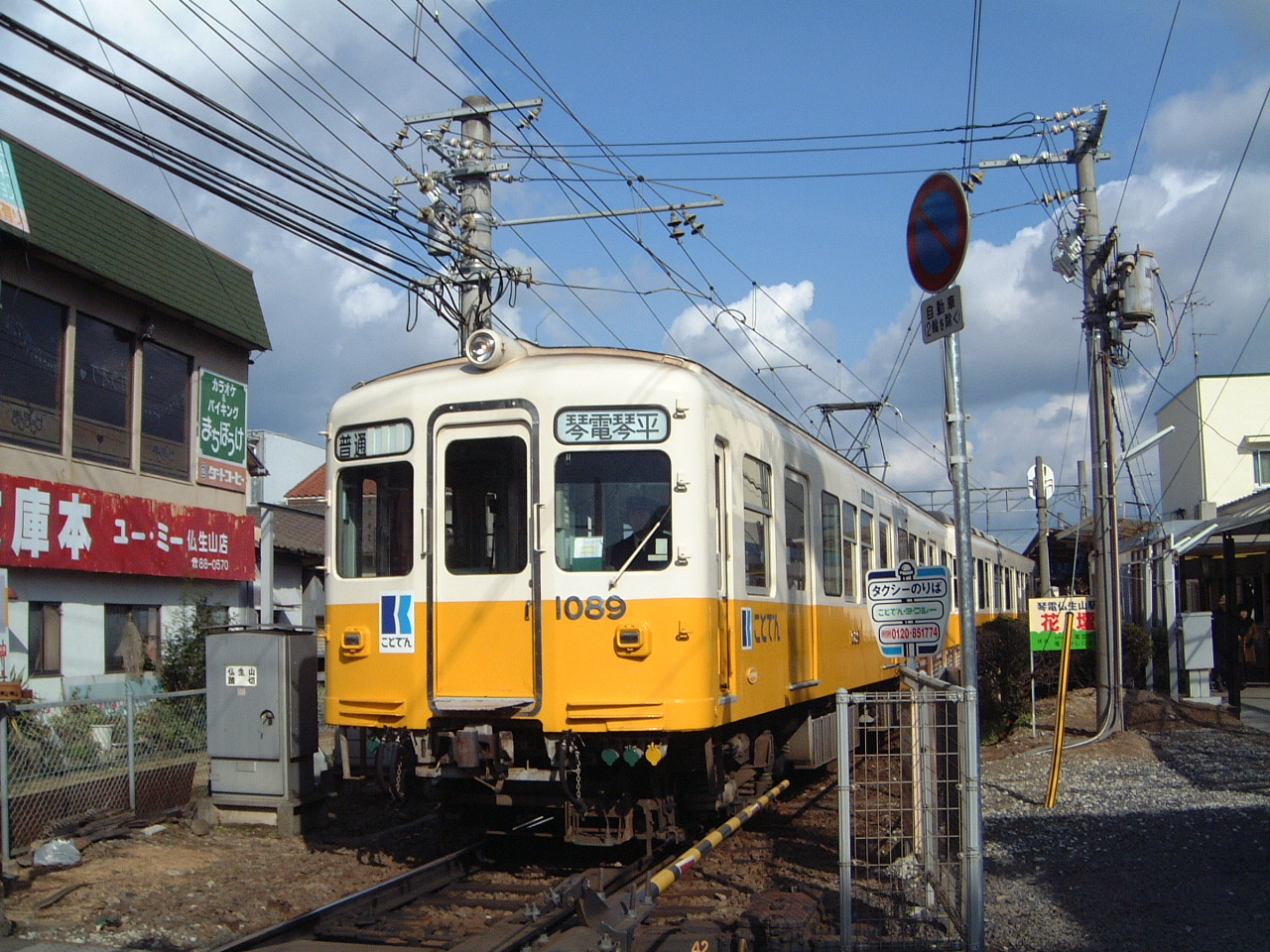
Поезд на линии Котохира

Котодэн эксплуатирует три линии. В отличие от большинства железных дорог Японии, линии котодэн имеют не узкую, а европейскую ширину колеи (1435 мм). Все линии электрифицированы, напряжение контактной сети — 1500 вольт постоянного тока.
- Линия Котохиха: связывает Такамацу с городом Котохира. Линия имеет 21 станцию, протяжённость — 32,9 км
- Линия Нагао: связывает Такамацу с городом Сануки. Линия имеет 16 станций, протяжённость — 14,6 км
- Линия Сидо: связывает Такамацу с городом Сануки. Линия имеет 16 станций, протяжённость — 12,5 км